# 羅斯康芒 (密歇根州)
羅斯康芒（英語：Roscommon）是一個位於美國密歇根州羅斯康芒縣的村。根據2010年美國人口普查，該地共人口1075人，而該地的面積約為4.29平方千米。同時該地也是羅斯康芒縣的縣治。

## 地理
羅斯康芒的座標為44°29′54″N 84°35′31″W / 44.49833°N 84.59194°W，而該地的平均海拔高度為346米（即1135英尺）。